# اتحاد الديمقراطيين من أجل التنمية
اتحاد الديمقراطيين من أجل التنمية (بالفرنسية: Union des Démocrates pour le Développement)‏ كان حزبًا سياسيًا في جزر القمر بقيادة إبراهيم حليدي. ومقره أنجوان، كان الحزب داعما لحكومة الرئيس محمد جوهر.

## التاريخ
في الانتخابات البرلمانية لعام 1992، احتل الحزب المركز الثاني في التصويت الشعبي، لكنه ظهر كأكبر حزب في جمعية الاتحاد، حيث فاز بسبعة مقاعد من أصل 42 مقعدًا. بعد الانتخابات عين حليدي رئيسا للوزراء.
قبل الانتخابات البرلمانية المبكرة في عام 1993، شكل الحزب تحالفًا مع التجمع الجديد للديمقراطية والتجديد الذي أنشأه جوهر. فاز التجمع بـ 28 مقعدًا من أصل 42 مقعدًا في الجمعية الوطنية.